# ESD (film)
ESD – polski film obyczajowy z 1986 roku na motywach powieści Małgorzaty Musierowicz Kwiat kalafiora i Ida sierpniowa.
Rozpoczyna się walcem François.

## Obsada
- Elżbieta Helman – Ida Borejko
- Alicja Wojtkowiak – Gabriela Borejko, siostra Idy
- Justyna Zaremba – Natalia Borejko-, siostra Idy
- Dorota Woronowicz – Patrycja Borejko, siostra Idy
- Halina Łabonarska – mama Idy
- Janusz Michałowski – tata Idy
- Helena Kowalczykowa – pani Basia, sąsiadka Borejków
- Mieczysław Voit – Karol Paszkiet
- Marek Gierszał – Janusz Pyziak
- Irena Kownas – pani Lisiecka, matka upiornych braci
- Krzysztof Gosztyła – profesor Dmuchawiec
- Paweł Nowisz – profesor Pieróg, wicedyrektor szkoły
- Leonard Pietraszak – doktor Kowalik
- Krzysztof Ibisz – kolega Gaby
- Paweł Wilczak – chłopak na imprezie
- Wojciech Malajkat – Krzysztof, wnuk Paszkieta
- Rafał Wieczyński – Klaudiusz